# Anna Talens
Anna Talens (* 1978 in Carcaixent, Valencia) ist eine spanische bildende Künstlerin. Seit 2011 lebt und arbeitet sie in Berlin.

## Werdegang
Talens absolvierte 2001 ihr Diplom in Bildender Kunst an der Polytechnischen Universität Valencia. 2011 wurde sie dort mit einer europäischen Promotion (Ph.D.) in den Künsten summa cum laude promoviert; ihre Dissertation trägt den Titel „Die Wandlung der Naturerfahrung in der Kunst. Nomadentum und das Vergängliche.“ Zu ihrer internationalen Ausbildung zählen Gast- und Forschungsaufenthalte an der Bauhaus-Universität Weimar (1999 / 2010), an der Universität der Künste Berlin (2008), am Central Saint Martins College of Art and Design in London (2007) sowie an der Australian National University in Canberra (2000). Stipendien der Klassik Stiftung Weimar (2022 und 2024) und der Real Academia de España en Roma (2018/19) begleiteten ihre künstlerische Entwicklung.

## Werk
Talens arbeitet im Bereich der Skulptur und der Installation. Architectural Digest (AD) beschreibt Talens‘ Werke als „Installationen voller Schönheit und Kunst“. Zu ihren Themen gehören „Zerbrechlichkeit, Berührung, Ewigkeit, Verfall, Emotionen, Stoffe, Dinge, die glänzen, Farben, Details und das Unbedeutende.“
Wallpaper* beschreibt Talens so: "Talens ist von Wabi-Sabi beeinflusst: der japanischen Philosophie, die Schönheit in unvollkommenen und unvollständigen Objekten sieht."

## Ars Ignis
Ein herausragendes Werk von Anna Talens ist das Kunstprojekt Ars Ignis, das 2024 im Rahmen der Gedenkfeier an den Brand der Herzogin Anna Amalia Bibliothek in Weimar realisiert wurde. Talens verwendete Fragmente von Büchern, die bei dem verheerenden Brand im Jahr 2004 beschädigt worden waren. Im Zuge des Projekts verfassten zehn internationale Autorinnen und Autoren literarische Texte auf Basis einzelner Buchfragmente. Diese Texte wurden im Rahmen des Kunstfestes Weimar von dem Schauspieler Steve Karier vorgetragen. Die Installation fand Beachtung in der überregionalen Presse. So schrieb die Süddeutsche Zeitung, Talens habe den verbrannten Büchern ein „zweites Leben“ gegeben und mit ihrer Arbeit einen „Raum der Würde“ geschaffen. Auch der Tagesspiegel hob hervor, wie durch Ars Ignis aus der Zerstörung ein Werk von „still leuchtender Kraft“ entstanden sei, das den historischen Verlust in eine kontemplative ästhetische Erfahrung verwandle.

## Einzelausstellungen (Auswahl)
- 2025: Arcadia! – Idiliakós, Galerie Kewenig, Berlin (DE)[12]
- 2024: Ars Ignis. Die Poesie der Zerstörung. Herzogin Anna Amalia Bibliothek, Weimar (DE)[13]
- 2022: Palafit. CaixaForum, Valencia (ES)[14]
- 2021: Genius Loci, Universidad Miguel Hernández, Elche (ES)[15]
- 2017: Above the Ground, Rodríguez Gallery, Posen (PL)[16]
- 2017: Nach einem glücklichen, goldenen Ziel, Galería pazYcomedias, Valencia (ES)[17]
- 2013: Fence and Net, Espace Surplus, Berlin (DE)
- 2010: Mein innerer Garten, PlattenPalast, Berlin (DE)
- 2009: Vom Mittelmeer, mit Schuppen aus Seide, Kunstverein Kreis Ludwigsburg e.V. (DE)[18]
- 2007: Leve, Galería pazYcomedias Valencia (ES)[19]

## Gruppenausstellungen (Auswahl)
- 2024: Horitzó i limit. Visions del paisatge, Caixaforum Barcelona, Caixaforum Madrid, Caixaforum Sevilla (ES)[20]
- 2023: Weaving Memories, Nadan Berlin (DE)[21]
- 2023: La huella de Roma, Museo de Bellas Artes, Valencia (ES)[22]
- 2023: Indexar el paisaje, Fundación Cerezales Antonino y Cinia León (ES)[23]
- 2023: Dones per l’Art. Col·lecció DKV, Atarazanas del Grau, Valencia (ES)[24]
- 2022: Posicions de resistència. Art contemporani de la Generalitat Valenciana, MUMA, Alzira (ES)[25]
- 2021: Akademia, Azkuna Zentroa – Alhóndiga Bilbao (ES)[26]
- 2016: Reencuentros – Gemäldegalerie, Berlin (DE)[27]

## Publikationen (Auswahl)
- Begleitend zur Solo-Ausstellung Genius Loci: Ex nihilo nihil fit: Site-specific Projects. Universidad Miguel Hernández, Elche, 2022. ISBN 978-84-09-42898-4.[28]
- Begleitend zur Gruppenausstellung Horizonte y Límite: HORIZONTE Y LÍMITE. VISIONES DEL PAISAJE., Fundació la Caixa, 2022 ISBN 978-8499003207[29]
- Begleitend zur Gruppenausstellung La huella de Roma: La huella de Roma - 150 años de la Academia de España en Roma, Museo de Bellas Artes de Valencia, 2023 ISBN 978-84-127328-3-2[30]